# As Minas de Salomão
King Solomon's Mines (em português As Minas do Rei Salomão, traduzido para português por Eça de Queirós) publicado originalmente em 1885, é um best-seller escrito por Henry Rider Haggard, escritor vitoriano de aventuras e fabulista. O livro narra uma jornada ao coração da África feita por um grupo de aventureiros liderados por Allan Quatermain em busca de lendária riqueza que diz-se estar oculta nas minas que dão nome ao romance. É considerado o primeiro romance de aventura a se passar na África e é considerado o precursor do gênero literário "mundo perdido", em que se descobre um novo mundo, daí sua importância.
Tornou-se um imediato best-seller. No final do século XIX, exploradores estavam descobrindo civilizações perdidas em volta do mundo, como o Vale dos Reis no Egipto, a cidade de Troia, o Império Assírio. A África ainda era largamente inexplorada e "As minas de Salomão" foi o segundo romance de aventura africana publicado em inglês, capturando a imaginação do público. O primeiro foi Cinco Semanas em Um Balão, publicado em 1863 pelo escritor francês Júlio Verne.
O "Salomão" do título do livro, claro, é o rei bíblico renomado tanto por sua sabedoria quanto por sua riqueza. Um número de locais foi identificado como sendo o lugar onde estariam localizadas as minas de Salomão, incluindo  o Parque Timna em Israel,  proximo a cidade de Éilat, e muitos lugares "fictícios".
Haggard conhecia bem a África, pois havia penetrado no continente como um jovem de dezenove anos envolvido com a guerra Anglo-Zulu e a Primeira Guerra Bôer, as quais forneceram sua base e inspiração para esta e muitas outras histórias.

## Análise
“O sujeito que vinha com ele pertencia a um tipo absolutamente diferente, baixo, reforçado, trigueiro, e todo rapado. Calculei logo pelas suas maneiras que tínhamos ali um oficial de marinha; e verifiquei depois, com efeito, que era um primeiro- tenente da Armada Real, reformado em capitão-tenente, e por nome John Good. Este impressionou-me pelo apuro. Nunca conheci ninguém mais escarolado, mais escanhoado, mais engomado, mais envernizado! Usava no olho direito um vidro, sem aro, sem cordel, e tão fixo que parecia natural como a pálpebra. Nem um só momento o surpreendi sem aquele vidro, e cheguei mesmo a pensar que dormia com ele cravado na órbita. Só muito tarde descobri que à noite o metia no bolso das calças – no mesmo bolso em que guardava a dentadura postiça, a mais bela, a mais perfeita dentadura que me recordo de ter contemplado, mesmo em anúncios de dentistas. E o capitão, destas, possuía duas! (...)”

— As Minas de Salomão (1891)
Conta-se que o livro surgiu como resultado de uma aposta de Haggard com o  seu irmão, segundo a qual ele não conseguiria escrever um romance com metade da qualidade de "A Ilha do Tesouro" (1883) de Robert Louis Stevenson.
Como "A Ilha do Tesouro", a maior parte do livro foi escrita com a perspectiva em primeira pessoa como em um diário de viagens, relatando a aventura, em contraste com a maioria das ficções vitorianas que tinha adotado a perspectiva em terceira pessoa, onisciente, favorecida por escritores influentes como Charles Dickens, Wilkie Collins e Anthony Trollope.
"As Minas de Salomão" foi bastante influente, originando o género "mundo perdido", seguido depois por Edgar Rice Burroughs em "A terra que o tempo esqueceu", "O Mundo Perdido" de Arthur Conan Doyle, "King Kong" de Edgar Wallace e "O homem que queria ser rei" de Rudyard Kipling. 
O livro ganhou pelo menos quatro adaptações para o cinema. O livro foi traduzido para a língua portuguesa pelo escritor Eça de Queirós, publicada na Revista de Portugal entre outubro de 1889 e junho de 1890 e publicação em livro em 1891 mais que uma mera tradução, constitui uma obra com valor próprio. Na Itália, Emilio Salgari publicou (sob o pseudônimo de Enrico Bertolini) pela editora Donath, o romance  Le caverne dei diamant (1899), uma redução gratuita do texto de Haggard. A história se desvia apenas ligeiramente do original, cruzando-se com os agradáveis parênteses naturalistas e geográficos típicos do autor veronês.

## Resumo do enredo
Allan Quatermain, um caçador de elefantes e aventureiro inglês, que mora  em Durban, África do Sul, é abordado por um barão inglês, Curtis, e seu amigo, Capitão Good, buscando a ajuda de Quatermain para encontrar o irmão perdido de Curtis, visto pela última vez viajando pelo interior em direção ao norte, em uma busca das lendárias minas do rei Salomão. Quatermain havia obtido, anos antes, um mapa que o levava às minas, sem nunca tomá-lo a sério, mas concorda em liderar uma expedição em troca de parte do tesouro,ou uma pensão para seu filho, se ele for morto no caminho, tem poucas esperanças de retornar vivo. Eles também levam um misterioso nativo, Umbopa, que parece ter uma maneira de falar mais educada e ser mais majestoso e bonito que a maioria dos carregadores, mas que está muito ansioso para juntar-se ao grupo.
Viajando em bois e em carruagens, eles chegam aos limites de um deserto. O mapa de Quatermain mostra um oásis a aproximadamente 96 quilômetros de distância, ou a metade do caminho, e eles continuam a pé, quase morrendo de sede, antes de chegar até ele. Eles completam a segunda metade do deserto sem incidentes e chegam ao sopé de uma cordilheira. Eles sobem até o topo e entram em uma caverna aonde encontram o corpo seco e congelado de José Silvestra, o explorador português do século XVI que havia desenhado o mapa de Quatermain. Eles cruzam as montanhas em direção a um vale cultivado e exuberante, habitado por uma tribo de nativos conhecida como Kukuanas, que são militarmente bem organizados e falam um antigo dialeto Zulu.
Eles são levados para ver o rei Twala, que comanda seu povo com implacável violência. Ele assumiu o poder anos antes quando assassinou seu irmão, que seria rei, e exilou a esposa e o filho de seu irmão, supostamente mortos no deserto. O rei Twala é apenas um rei de fachada, pois o verdadeiro cérebro por trás dele é uma velha embusteira chamada Gagool.
Secretamente é revelado que o majestoso servente que veio com os ingleses é, na verdade, o filho exilado do rei assassinado. Uma rebelião tem início e em maior número, os rebeldes obtêm sucesso em derrubar Twala e, de acordo com a tradição Kukana, Curtis mata Twala em um duelo. Os ingleses capturam a malvada Gagool e ela promete guiá-los para a montanha onde estão localizadas as minas de Salomão. Ao achar o tesouro, Gagool engana os ingleses e uma pedra gigante os prende dentro da montanha. Sem luz e com pouca água, eles preparam-se para morrer. Com sorte, encontram uma rota de fuga, trazendo consigo, do enorme tesouro, apenas uns poucos bolsos cheios de diamantes, mas ainda o suficiente para fazê-los ricos.
O grupo deixa o vale e retorna ao deserto, tomando agora uma rota diferente, na qual acham o irmão de Sir Henry "encalhado" em um oásis com uma perna quebrada, incapaz de ir em frente ou de voltar. Todos voltam para Durban e, por fim, para a Inglaterra, ricos o suficiente para viver e serem felizes vivendo confortavelmente.